# لذت رپر
«لذت رپر» (انگلیسی: Rapper's Delight) ترانه‌ای است که در سال ۱۹۷۹ توسط گروه هیپ هاپ آمریکایی شوگرهیل گنگ به ضبط رسید. اگر چه این ترانه اولین آهنگ رپ نبود، اما عموماً در دنیا از آن به عنوان اولین ترانه رپ یاد می‌شود. این ترانه در فهرست ۵۰۰ ترانه رولینگ استون، در جایگاه ۲۵۱ قرار دارد، همچنین اباوت.کام و وی‌اچ‌وان آن را در جایگاه دوم از بزرگترین آهنگ‌های هیپ هاپ جای داده‌اند. این ترانه در فهرست بزرگترین آثار پخش شدهٔ قرن بیستم رادیوی عمومی ملی هم قرار دارد. در سال ۲۰۱۱ این ترانه به فهرست ملی ضبط اصوات کتابخانه کنگره افزوده شد.
این ترانه همچنین در سال ۱۹۸۰ در جایگاه ۳۶ از ۱۰۰ آهنگ داغ بیلبورد آمریکا قرار گرفت.